# فاردينيس (آراغاتسوتن)
مدينة فاردينيس (بالإنجليزية: Vardenis)‏ هي إحدى المدن التابعة لمقاطعة آراغاتسوتن في أرمينيا. يقدر عدد سكانها بـ 823 نسمة حسب الإحصاء الذي جرى عام 2011.